# Anna-Thomsen-Stift

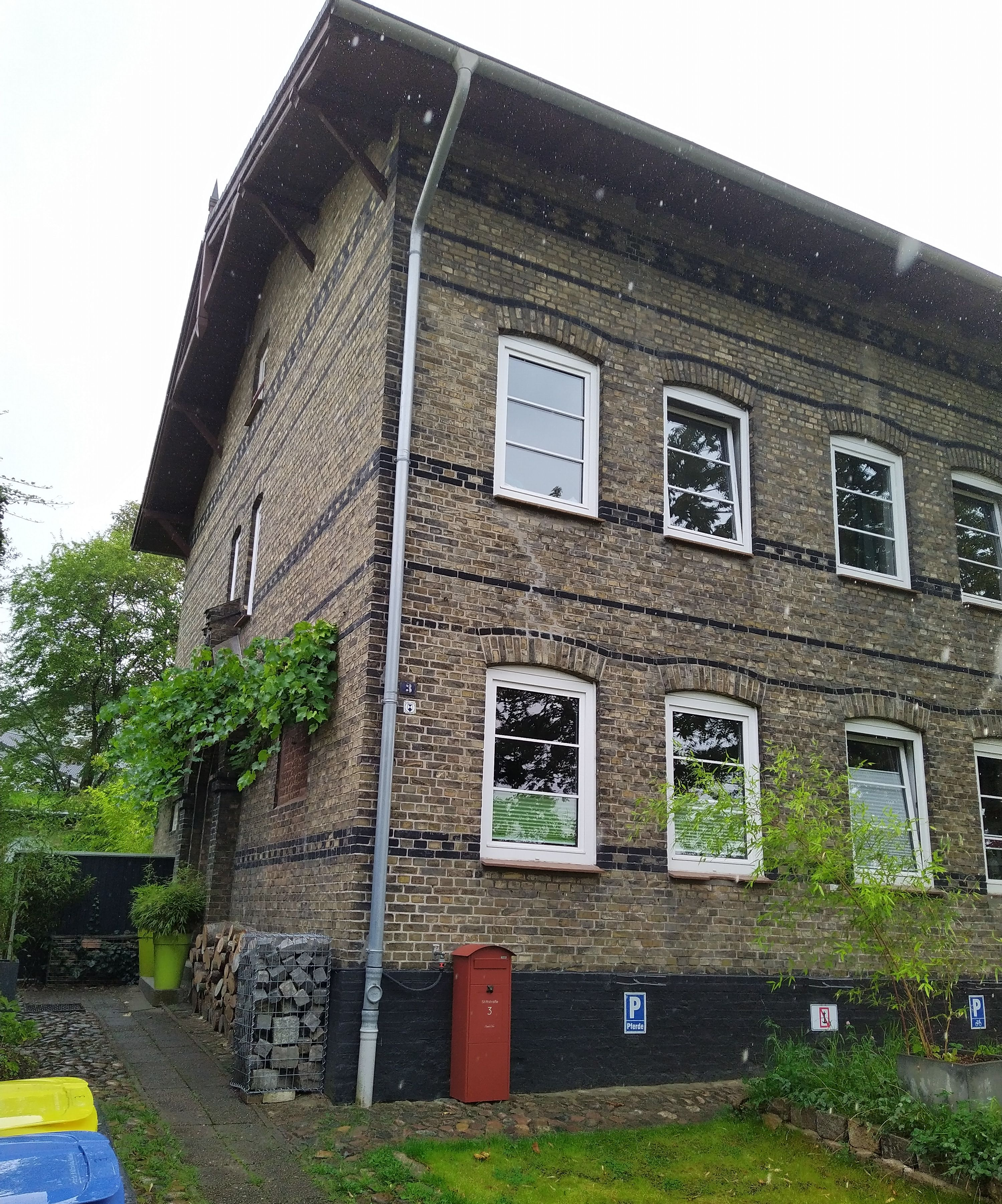
Stiftstraße 3 (2023)

Das Anna-Thomsen-Stift in Flensburg-Neustadt, ist ein im 19. Jahrhundert errichtetes Stiftsgebäude mit der Adresse Stiftstraße 3. Es gehört zu den Kulturdenkmalen der Stadt.

## Hintergrund
Im Jahr 1732 wurde in der Schiffbrücke 56 die „Anna-Thomsen“-Stiftung gegründet, welche offensichtlich im besagten Hafengebäude in den darauf folgenden Jahrzehnten bis zum Hausverkauf um 1890 verblieb. 1891/92 wurde schließlich 500 Meter weiter, bei der Straße
Junkerholweg, ein neues Stiftsgebäude errichtet. In Flensburg entstanden im Laufe der Zeit eine ganze Anzahl von Stiftsgebäuden, wie beispielsweise das Munketoftstift in der Flensburger Innenstadt oder das Rönnenkamp-Stift in Fruerlund. Direkt neben dem neuen Stiftsgebäudes in der Neustadt war ein Jahr zuvor das Nackestift errichtet worden. Das zweigeschossige  Anna-Thomsen-Stift, aus gelben Backstein mit ornamentiert angelegten horizontalen Backsteinbändern, entstand nach Plänen des Stadtbaumeisters Otto Fielitz, ihn ähnlicher Gestalt wie das benachbarte Nackestift. Auf der Ostseite des Anna-Thomsen-Stiftes befindet sich ein Eingangsportal mit gotisierender Rahmung mit der Jahreszahl 1891. Direkt rechts neben dem Portal wurde die alte, sandsteinerne Stiftungstafel ins Mauerwerk eingelassen. Der Wortlaut dieser Inschrifttafel lautet: „Seel. Lorenz Lorentzen Lorck und Seel. Christian Thomasen beede ihre nachlebende Witwe Anna Thomsen hat dieses Armenhaus als 6 Wohnungen bauen lassen Gott zu Ehren und denen Armen zu Nutzen und freye Behausung. Anno 1732.“ Das neue Stiftsgebäude mit der Adresse Stiftstraße 3 erhielt acht Armenwohnungen, jeweils mit Küche und Stube. Im Anschluss der Errichtung des Anna-Thomsen-Stifts wurde 1893–1897 die Junkerhohlweg-Kaserne nach Plänen von Otto Fielitz errichtet. Bis zur Jahrtausendwende wurde das Stiftsgebäude als städtisches Armenhaus genutzt. Nachdem es mehrere Jahre leer stand, wurde es 2005 saniert. In der Dachgeschosswohnung befindet sich heute eine Ferienwohnung für vier bis sechs Personen.